# OMG What’s Happening
«OMG What’s Happening» (с англ. — «Боже мой, что происходит») — сингл американской певицы Эйвы Макс, выпущенный 3 сентября 2020 года на лейбле Atlantic Records в качестве седьмого сингла из её дебютного студийного альбома Heaven & Hell.

## Создание
Эйва впервые сообщила о релизе сингла в социальных сетях 31 августа 2020 года. Она опубликовала официальную обложку 2 сентября 2020 года и объявила, что сингл будет выпущен на следующий день, заявив, что это одна из её любимых песен в альбоме Heaven & Hell.
Строки There’s something about your face/I don’t know whether to kiss it or punch it были написаны Эйвой Макс во время карантина из-за пандемии COVID-19 в шутку, но она решила оставить их в песне.
Песня представляет собой диско-фанк и содержит доминиканские гитарные синкопы бачаты, которые переходят в диско хай-хэты, синтезаторы и ритм-гитару. Здесь также присутствует аккордовая последовательность из песни Глории Гейнор «I Will Survive», которая несёт лирическое послание о том, что она сражена вместо оригинального послания о независимости.

## Музыкальный клип
2 сентября 2020 года американский клипмейкер Ханна Люкс Дэвис сообщила о своём участии в съёмках клипа в социальных сетях. Он был выпущен 29 октября 2020 года, в нём Эйва Макс выступила в роли водителя грузовика, охваченного пламенем, во время гонки по пустому шоссе с другим водителем.

## Чарты
| Чарт (2020)                                        | Высшая позиция |
| -------------------------------------------------- | -------------- |
| Финляндия (Suomen virallinen albumilista)          | 17             |
| Канада (Billboard Hot Canadian Digital Song Sales) | 50             |
| Венгрия (Single Top 40)                            | 25             |
| Литва (AGATA)                                      | 52             |
| Норвегия (VG-lista)                                | 32             |
| Румыния (Airplay 100)                              | 79             |
| Шотландия (OCC Scotland)                           | 95             |
| Швеция (Sverigetopplistan)                         | 72             |
| Швейцария (Schweizer Hitparade)                    | 65             |
| США (Billboard Digital Song Sales)                 | 39             |